# Novoduginsky (huyện)
Huyện Novoduginsky (tiếng Nga: ? райо́н) là một huyện hành chính tự quản (raion), của Tỉnh Smolensk, Nga. Huyện có diện tích 1886 kilômét vuông, dân số thời điểm ngày 1 tháng 1 năm 2000 là 13600 người. Trung tâm của huyện đóng ở Novodugino.